# Matzá

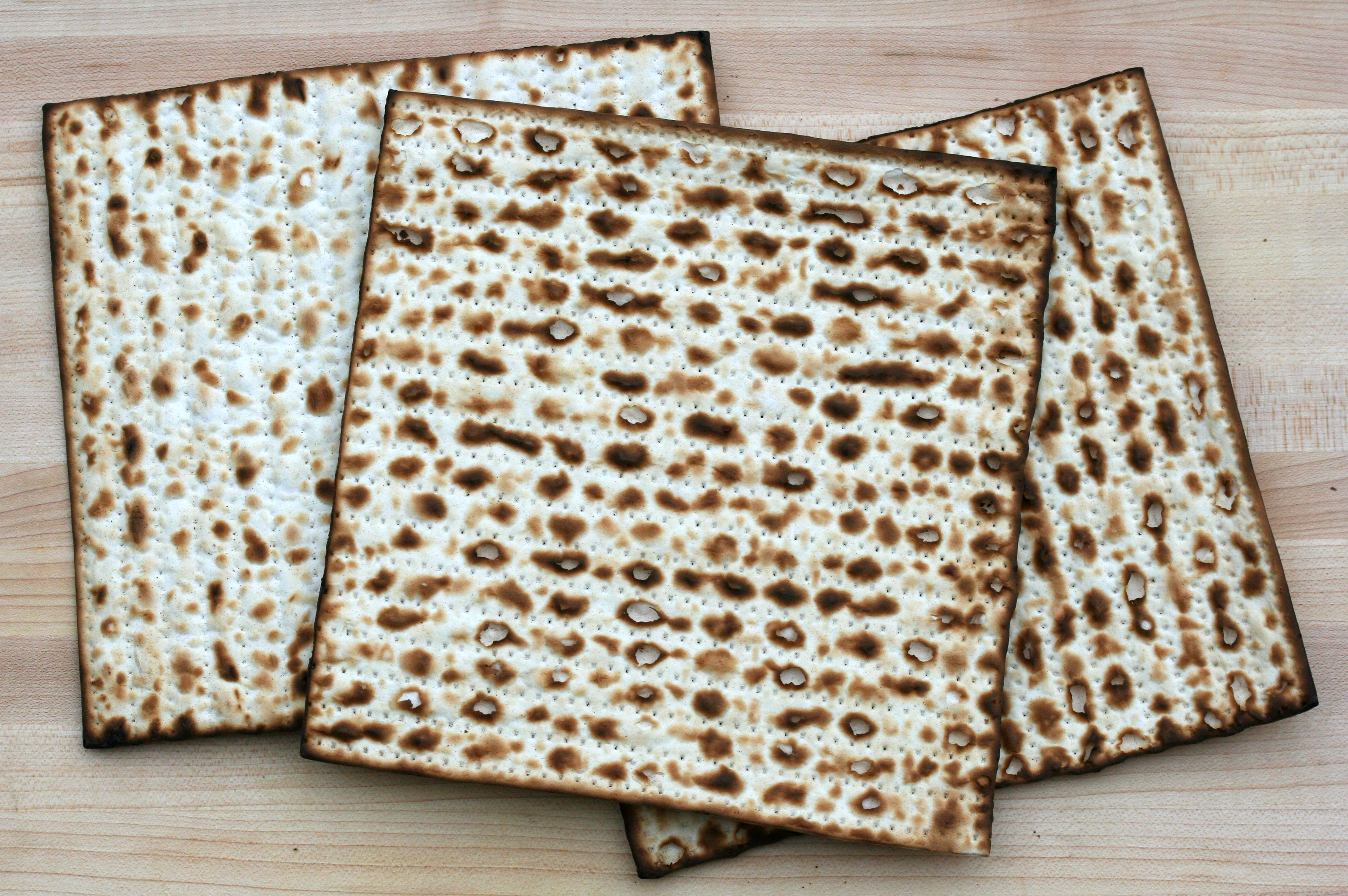
Matzá manufacturada de modo industrial.

La matzá (también conocida en yidis como matzoh o matzos) es un pan ácimo (plano) tradicional de la comida judía, elaborado con harina y agua. Esta es la comida "oficial" del Pésaj (Pascua judía). Entre los estatutos que Dios mandó a Israel cuando poseyeran la tierra prometida a sus padres estaba el celebrar la fiesta de los panes sin levadura, la cual es de 7 días empezando el 15 del mes primero de Israel (que es Nisán) y era después de celebrar la Pascua en la cual se comía un cordero con panes sin levadura y hierbas amargas.
La Biblia menciona que son los 7 días de fiesta relacionados con la Pascua (Lv. 23:5-8), que a veces se consideraban parte de ella (Lc. 22:1, 7).Las instrucciones originales para la observancia de la cena pascual incluían la abstinencia en las casas de los hebreos del consumo de pan leudado, desde la puesta de sol del 14 de Nisán (el día cuando se sacrificaba el cordero pascual) hasta la puesta de sol del 21 de ese mismo mes (Ex. 12:8, 18-20). Más tarde se introdujo la costumbre de practicar una búsqueda para constatar que no quedara levadura alguna en el ámbito del hogar el día 14. El 15, un día después de la Pascua, era el pri de los Panes sin Levadura, y un sábado ceremonial, día de reposo y de "santa convocación" o reunión; dentro de los 7 días, y pasado el sábado de esa semana ("pasado el sábado", RVR 1977), dentro del 15 y el 21 de Nisán, se realizaba una ceremonia que consistía en mecer una gavilla -las primicias de la cebada- que señalaba el comienzo de la temporada de la cosecha (Lv. 23:10-14). Este requisito de la "gavilla mecida" obligó a los judíos a ajustar su calendario lunar, de manera que concordara con las estaciones del año. El último día de la fiesta de los Panes sin Levadura, el 21.º del mes, era como el 15, un sábado ceremonial (vs. 7, 8).
El día 15 del primer mes era el primero de los 7 días de esta fiesta (Exo. 23: 15; 34: 18; Lev. 23: 6-14; Deut. 16: 3-8), llamado también primer día de la Pascua (Eze. 45: 21). Era un día de reposo de una fiesta especial, en el cual no se debía trabajar (Lev. 23: 6, 7; cf. vers. 24, 32 con referencia al "día de reposo"). Este no era un sábado semanal, el 7.º día de la semana. Caía en un día fijo, el 15 de Nisán, y en consecuencia en diferente día de la semana todos los años. Era el primero de los siete días de reposo ceremoniales relacionados con el ciclo de las fiestas anuales, de los cuales se dice específicamente que debían celebrarse "además de los días de reposo de Yahvé" (Lev. 23: 38). Estos días de descanso eran parte de la ley ceremonial; por lo tanto, a diferencia del 7.º día, recordativo de la creación.
El "día siguiente del día de reposo", es decir, después del sábado que caía dentro de los 7 días de la fiesta de los panes sin levadura, se realizaba la ceremonia de la gavilla mecida, las primicias de la cosecha de cebada. Antes de celebrar esta ceremonia no se debía comer del grano nuevo. La fiesta de los panes sin levadura concluía el día 21 con otro día de reposo ceremonial (Lev. 23: 8).

## Características
Solo cinco granos pueden ser usados para elaborar la harina de matzá, los cuales, de acuerdo con la tradición judía, no pueden ser utilizados para ningún otro propósito durante la Pascua: 
1. Trigo
2. Cebada
3. Espelta
4. Centeno
5. Avena

Tanto el trigo como la espelta son del género Triticum. 
La masa hecha por los cinco granos puede levar si han pasados 18 minutos desde que se humedeció: si se tarda más tiempo en el horno, no se puede obtener la matzá.

## Variedades comunes
Existen dos grandes tipos de matzá. En Estados Unidos y Argentina la más común es la askenazí, la cual tiene apariencia y textura similar a las galletas. Los judíos sefardíes consumen un tipo de matzá muy similar a la pita. En la matzá askenazí se puede distinguir la matzá shmura hecha a mano la cual es un matzá con forma circular aproximadamente de 30cm de diámetro. Aparte de su forma, estos dos tipos de matzá tienen un sabor bastante diferente. La matzá tradicional, usualmente sólo está disponible durante la época de Pascua y es bastante más costosa que la variedad comercial.[cita requerida]